# Meklit Hadero
Meklit Hadero, ou simplement Meklit, née en 1980, est une auteure-compositrice-interprète basée à San Francisco. Elle est reconnue pour sa présence sur scène, ainsi que son style mélangeant jazz, folk et des rythmes de l'Afrique de l'Est.

## Biographie
Hadero naît en Éthiopie en 1980. Ses parents émigrent aux États-Unis. Elle grandit dans plusieurs villes différentes, notamment à Brooklyn, avant de se retrouver dans la région de San Francisco. Si la  culture de son pays natal et la langue amharique ont une influence sur ses créations, l'expérience de la scène artistique cosmopolite de San Francisco également. Elle étudie en sciences politiques.
Peu après ses études, Meklit se consacre à la musique, et y acquiert une certaine notoriété.
Conférencière TED en 2009,, Meklit devient également artiste en résidence à l'Université de New York, au San Francisco De Young Museum et au Red Poppy Art House. Elle est aussi cofondatrice du Nile Project (Le projet du Nil), avec l'ethnomusicologue égypto-américain Mina Girgis. Après avoir assisté à un concert, ils se sont mis à parler du fait qu'ils n'auraient jamais connu la diversité des musiques des bords du Nil s'ils ne vivaient pas en dehors de leur pays natal. Le Nile Project est une initiative musicale et environnementale des années 2010 qui rassemble des musiciens et des penseurs issus de toute la vallée du Nil, inquiets des conflits possibles entre les États de la région sur l'accès au fleuve, et désireux de mieux connaître les différentes cultures cohabitant autour de ce fleuve.